# Jean Van Der Straeten
Jean (Johnny) Van Der Straeten was een Belgisch hockeyer.

## Levensloop
Van Der Straeten werd in 1927 actief bij Royal Léopold HC. In 1931 nam hij afscheid van het hockey om zich te focussen op wintersporten.
Hij maakte deel uit van het Belgisch hockeyteam. Met de nationale ploeg nam hij onder meer deel aan de Olympische Zomerspelen van 1928.